# Siege
Siege was een extreme hardcore punkgroep en werd in Weymouth, Massachusetts, (Verenigde Staten) opgericht. De echte cultstatus rond de groep ontstond pas na haar bestaan, gezien de invloed die Siege heeft gehad op de ontwikkeling van de genres grindcore en crustcore medio jaren tachtig. Een grote invloed op Siege was de UK hardcore punk groep Discharge.
In 1991 gaf Napalm Death bassist Shane Embury in een interview met ‘Flipside Fanzine’ zelfs toe de demo van Siege uit 1984 dé belangrijkste invloed te beschouwen voor het grindcore stijl die Napalm Death introduceerde op hun debuut ‘Scum’ uit 1987.
Met de opkomst van het powerviolencesubgenre medio/eind jaren negentig van de 20e eeuw, werd weer erg teruggegrepen op de extreme snelle hardcore punk sound van Siege. Ook voor dit subgenre kan Siege derhalve als belangrijke inspirator worden aangemerkt.

## Bandleden
De originele line up bestond uit de volgende leden:
- Kevin Mahoney – zang en saxofoon
- Kurt Habelt - gitaar
- Rob Williams - drums
- Hank McNamee - basgitaar

## Geschiedenis
De gehele band was, op zanger Mahoney na, afkomstig uit Weymouth. Op 6 februari 1984 nam de band een demo op met 6 eigen nummers onder leiding van producer Lou Giordano. Het eerste optreden van de band vond plaats tijdens een 'Battle of the Bands' in de lente van 1984 op de middelbare school van enkele leden. Ze werden echter gediskwalificeerd ten bassist McNamee zijn instrument kapotsloeg. In oktober 1984 nam de band 3 nieuwe nummers op voor het verzamelalbum ‘Cleanse The Bacteria’. De band deed enkele optreden in Western Massachusetts, Connecticut, Rhode Island, Greenfield en Stamford. In 1985 zou de band voor het eerst spelen in de befaamde zaal ‘CBGB’ te New York samen met de band ‘The Necros’. Zanger Mahoney is echter nooit komen opdagen en dit betekende het einde van de band.
In 1991 werd Siege eenmalig heropgericht met zanger Seth Putnam (van de band ‘Anal Cunt’). De band nam een demo op waarvan één nummer officieel is uitgebracht op het verzamelalbum "13 Bands Who Think You're Gay".
De opnames van Siege uit 1984, zijnde de demo en de nummers van ‘Cleanse The Bacteria’, werden door het platenlabel Relapse in 1994 samen op cd officieel uitgebracht onder de albumtitel ‘Drop Dead’. Dezelfde 9 nummers werden in 2004 ook door het label “Deep Six Records” op vinyl uitgebracht.

## Discografie
- Demo cassette 1984
- Cleanse the Bacteria LP – verzamelalbum met de volgende 3 nummers van Siege: "Cold War", "Sad But True" en "Walls"
- Drop Dead – MCD 1994